# Rattus richardsoni
Rattus richardsoni és una espècie de mamífer rosegador de la família dels múrids. És endèmica d'Indonèsia, on viu a altituds d'entre 3.225 i 4.500 msnm. Els seus hàbitats naturals són els matollars i els herbassars. Està amenaçada per l'augment de la freqüència dels incendis forestals a causa del canvi climàtic. Aquest tàxon fou anomenat en honor del zoòleg estatunidenc William Blaney Richardson.